# The Soul of Ike & Tina Turner
The Soul of Ike & Tina Turner è il primo album in studio del duo musicale statunitense Ike & Tina Turner, pubblicato nel 1961.

## Tracce
1. I'm Jealous – 2:13
2. I Idolize You – 2:53
3. If – 2:10
4. Letter from Tina – 2:38
5. You Can't Love Two – 2:56
6. I Had a Notion – 2:58
7. A Fool in Love – 2:53
8. Sleepless – 2:51
9. Chances Are – 3:42
10. You Can't Blame Me – 2:13
11. You're My Baby – 2:22
12. The Way You Love Me – 1:50